# 北原里英のMOONLIGHTING
『北原里英のMOONLIGHTING』（きたはらりえのムーンライティング）は2017年10月2日から2019年3月25日まで新潟放送（BSNラジオ）で放送されていたトーク番組である。

## 番組概要
北原里英の冠番組。「月曜の夜、一緒にまったりと過ごしませんか？」をコンセプトとしている。
第29回（2018年4月16日）まで番組名は『NGT48 北原里英のMOONLIGHTING』であったが、北原のNGT48卒業と共に改題された。
2019年3月25日の放送をもって終了。

## 放送時間
- 月曜日 20:30 - 20:59（JST。2017年10月2日〜）

## 現在のコーナー
里英の部屋から
リスナーからのメッセージを紹介するコーナー。
メッセージテーマ
月ごとに設けたテーマに沿ったメッセージを紹介するコーナー。
きたりえレコード大賞
新潟放送にある膨大なレコードの中から、北原が見たことも聞いたこともない1曲を流すコーナー。
妄想5W1Hムービー
サイコロで出た目に従って決めたシチュエーションの映画を妄想していくコーナー。
利き○○選手権
毎回、決めたテーマの利き○○に挑戦するコーナー。
きたりえ新潟の女化計画
ゲストを招き、新潟の知識を深めていくコーナー。
シアター飯を考える
新潟オススメの逸品を試食し、映画に合うかを決めるコーナー。

### かつてのコーナー
MOONLIGHT THEATER
リスナーから読んでほしい「おはなし」を募集し、北原が朗読するコーナー。

## ゲスト
- 第19回 - 白石和彌[5]
- 第43回 - 高橋なんぐ[6]
- 第46回 - 今井美穂[7]
- 第48・61・62回 - 石塚かおり（新潟放送アナウンサー）[8][9]
- 第49 - 52回 - 倉持明日香、松井咲子[10]
- 第53回 - 安藤千伽奈（NGT48）[11]
- 第56回 - 村雲颯香（NGT48）[12]

## エピソード
- 第29回は番組初となる生放送を行い、北原の卒業コンサートの感想などを紹介した[3]。
- 2019年1月26日には石打丸山スキー場で公開録音を行った[9]。